# Fäbodsjön (Björna socken, Ångermanland)
Fäbodsjön är en sjö i Örnsköldsviks kommun i Ångermanland och ingår i Gideälvens huvudavrinningsområde. Sjön har en area på 0,107 kvadratkilometer och ligger 225,1 meter över havet.

## Delavrinningsområde
Fäbodsjön ingår i det delavrinningsområde (705503-164192) som SMHI kallar för Mynnar i Gideälven. Medelhöjden är 221 meter över havet och ytan är 17,52 kvadratkilometer. Det finns inga avrinningsområden uppströms utan avrinningsområdet är högsta punkten. Vattendraget som avvattnar avrinningsområdet har biflödesordning 2, vilket innebär att vattnet flödar genom totalt 2 vattendrag innan det når havet efter 49 kilometer. Avrinningsområdet består mestadels av skog (78 procent). Avrinningsområdet har 0,41 kvadratkilometer vattenytor vilket ger det en sjöprocent på 2,3 procent.